# André Gomes (futebolista de praia)
André Gomes, conhecido também por Andrezinho (n. 1991) é um jogador da selecção portuguesa de futebol de praia.